# Leroy Merlin
Leroy Merlin ([ləʁwa mɛʁlɛ̃], «Леруа́ Мерле́н») — французская компания, одна из крупнейших европейских сетей хозяйственных магазинов. Основана в 1923 году, входит в группу Adeo, которая принадлежит «Ассоциации семьи Мюлье».

## История

Карта стран, где присутствует сеть гипермаркетов Leroy Merlin

### Под руководством Леруа и Мерлен
Семья Леруа начала предпринимательскую деятельность в 1890-х годах в Бийи-Беркло в регионе Нор — Па-де-Кале на севере Франции с торговли продуктами с доставкой на дом. Перешедший в управление Адольфа Леруа-старшего от матери семейный бизнес процветал до Первой мировой войны, которая сравняла городок с землёй. После войны Леруа переехали в местечко Нё-ле-Мин. Адольф занялся торговлей военными излишками, оставленными сухопутными войсками США, взял в помощники своего сына Адольфа Леруа-младшего и в 1921 году открыл магазин под вывеской Au Stock Americain. В 1923 году 19-летний Адольф получил магазин в управление, а год спустя женился на своей землячке Розе Мерлен, происходившей из семьи торговцев, и привлёк её к развитию магазина.
Под совместным управлением Леруа и Мерлен Au Stock Americain расширил ассортимент приобретёнными со скидкой строительными остатками (от мебели до фитингов) и материалами. Бизнес-модель магазина оказалась успешной в регионе, преимущественно населённом представителями рабочего класса, Леруа и Мерлен начали закупать товары напрямую у производителей, расширили штат. Во второй половине 1920-х в ассортименте компании появились сборные постройки — от гаражей до шале и банкетных залов. К концу 1930-х на Леруа и Мерлен работало более 50 человек.
Во время Второй мировой войны товары и транспорт Au Stock Americain были конфискованы для военных нужд, и в послевоенные годы компания снова обратилась к торговле военными излишками. К началу 1950-х компания процветала, занимаясь торговлей строительными материалами и сборными постройками, оказывая столярные, строительные и прочие услуги. Адольф Леруа-младший отошёл от дел, передав управление бизнесом своим сыновьям Бернарду и Леонелю, которые взяли курс на расширение компании: первый филиал открылся в прибрежном местечке Мерлимон в Нор — Па-де-Кале, второй начал работу в Лонго в Пикардии в 1958 году. К тому времени компания была переименована в L’enchanteur Leroy Merlin, с реорганизацией в общество с ограниченной ответственностью, в 1960 году название было сокращено до Leroy Merlin SA.
В середине 1960-х Leroy Merlin приобрела заброшенный угольный склад и за год переоборудовала его в первый во Франции магазин самообслуживания. Там же разместилась штаб-квартира компании. На фоне роста популярности DIY-философии компания открывала магазины по всей стране и наращивала ассортимент, который достиг 8000 позиций к 1971 году. К удачному формату обратились и конкуренты компании: Castorama, начавшая работу в 1969 году и ставшая основным конкурентом Leroy Merlin на французском рынке, и французские сети гипермаркетов, представившие свои форматы DIY-магазинов. С ростом популярности крупных торговых центров за чертой города Leroy Merlin заключила соглашение с работавшей на продовольственном рынке группой компаний GRO, чтобы совместно развивать загородные торговые площади.

### Под управлением семьи Мюлье

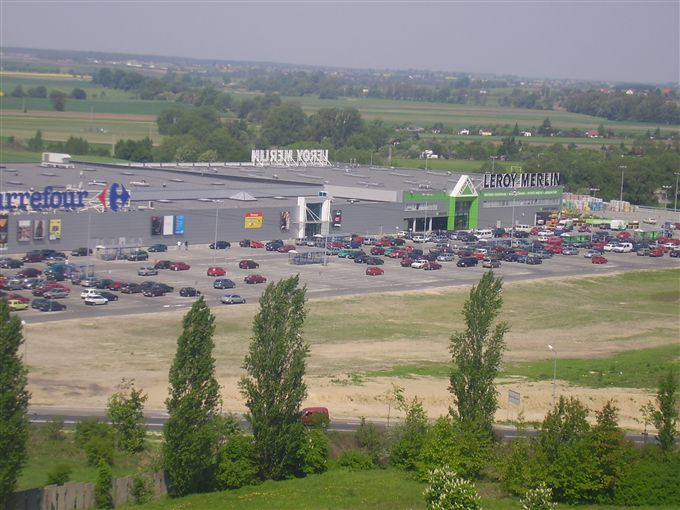
Гипермаркет Leroy Merlin в городе Калише, Польша

Сотрудничество с GRO продлилось 4 года, всего за 1970-е годы число магазинов увеличилось до 33, ассортимент — до 45 тысяч позиций. Когда в конце 1970-х компания столкнулась с финансовыми трудностями, она получила предложение от основателя Auchan Жерара Мюлье, но сделка состоялась только после смерти Адольфа Леруа-младшего — в 1979 году Auchan приобрёл 50 % Leroy Merlin. В 1981 году, после несчастного случая, унёсшего жизнь Бернарда Леруа, Жерар Мюлье полностью выкупил компанию. В течение 1980-х годов новое руководство сосредоточилось на DIY и товарах для оформления дома, отказалось от продажи мебели, свернуло направления столярных и строительных услуг, прекратило торговлю сборными постройками, спрос на которые упал на фоне роста стоимости земли и сжатия рынка.
В конце 1980-х Leroy Merlin начала международную экспансию. В 1989 году компания открыла первый магазин в Испании, в 1994 году приобрела владевшую 4 магазинами бельгийскую сеть Bricoman, в 1996 — начала работать в Польше и Италии, а в 1998 — в Бразилии. К концу 1990-х годов в Испании работало 22 магазина Leroy Merlin, а компания стала лидером рынка, ещё 2 магазина открылись в Бельгии. В паритетном партнёрстве с итальянской La Rinascente Leroy Merlin в 1998 году учредила компанию «Italian Society Bricolage», которая приобрела 30 магазинов сети Bricocenter, в дальнейшем крупнейшие из них были переименованы в Leroy Merlin. К началу 2000-х бразильское подразделение насчитывало 8 магазинов, а на основном французском рынке компания была представлена 79 магазинами. Кроме того, в 2000 году в ответ на частичное поглощение Castorama британским ретейлером Kingfisher компания вела переговоры о покупке принадлежавшей Sainsbury's сети Homebase, однако сделка не состоялась.
Leroy Merlin росла благодаря адаптации к потребностям рынка: компания обратила внимание на покупателей-женщин, ставших одной из основных потребительских групп рынка DIY, и расширила ассортимент товаров для дома; первой среди DIY-сетей в 1997 году предложила услуги по доставке и сборке товаров. В 1999 году компания расширила свои магазины отделом декоративных и отделочных материалов, а затем перезапустила сеть Bricoman в формате строительного магазина-дискаунтера.
Когда в 2002 году бельгийская GIB Group сворачивала направление DIY и продавала сеть магазинов Brico голландской Vendex, компания договорилась о покупке расположенных вне Бельгии активов Brico — в том числе 38 магазинов OBI во Франции и 20 магазинов Aki в Испании и Португалии. Сделка затянулась из-за внимания европейских антимонопольных регуляторов, претензии которых касались доминирования компании на региональных рынках в результате поглощения. Компания пошла на уступки регуляторам, и сделка была закрыта в середине 2003 года. В 2004 году компания вышла на рынки России и Китая, в 2007 — открыла первый магазин в Греции.
Вследствие многочисленных поглощений в структуру Leroy Merlin вошли 17 компаний, управлявших 6 сетями, работавшими под разными брендами. В 2007 году в результате реструктуризации была образована группа компаний Adeo, в которую на равных правах вошли активы семьи Мюлье, относящиеся к рынку DIY. В 2008—2009 годах Kingfisher, находясь под давлением кредитных обязательств, согласился на продажу Groupe Adeo итальянского подразделения Castorama. После приобретения 24 из 31 магазина были реорганизованы в Leroy Merlin, остальные — в Bricocenter. В 2011 году первые магазины Leroy Merlin открылись в Республике Кипр и Румынии, а три года спустя компания расширила присутствие на румынском рынке, выкупив 15 расположенных в стране магазинов австрийской сети BauMax, терпевшей убытки на восточноевропейском рынке.

## Локальные рынки

### Украина
Информация о планах выхода компании на рынок Украины появилась в 2007 году: собеседник газеты «Коммерсантъ» сообщал, что строительство первого магазина планировалось на бывшей территории завода «Укркабель» в Киеве. Однако первый украинский магазин Leroy Merlin открылся в Киеве только в конце 2010 года. Руководство компании озвучило планы быстрого расширения сети, которые так и не были реализованы, в частности, из-за более успешного конкурента — сети «Эпицентр». По состоянию на июнь 2019 года сеть Leroy Merlin на Украине достигла 5 магазинов.(4 в Киеве и 1 в Одессе)

### Греция и Кипр
Leroy Merlin работает в Греции и на Кипре через дочернее предприятие SGB Ελληνική Εταιρεία Ιδιοκατασκευών, в котором 40 % принадлежат Павлосу Фурлису, члену семьи владельцев Fourlis Group, развивающей в Греции сеть IKEA. Первоначальный план развития включал открытие 15 магазинов в Греции и 3 на Кипре, однако за 2007—2009 годы компания открыла два магазина в Афинах и по одному в Салониках и Ларисе. В сентябре 2011 года был открыт первый кипрский магазин, в Никосии. После длительного перерыва, в 2016 компания открыла пятый в Греции и третий по счёту афинский магазин, а также реновировала свой первый гипермаркет в районе столичного аэропорта.

### Республика Беларусь
Leroy Merlin зарегистрировало ООО «Леруа Мерлен Бел» в Беларуси и готовится к открытию первого гипермаркета в Минске. В 2019 начато строительство и набор сотрудников. Так как ИКЕА в Беларуси нет, основным конкурентом для французской сети будут местные сети.
Республика Беларусь станет 13-й страной присутствия бренда в мире.
17 ноября 2020 года Leroy Merlin объявили о закрытии своего проекта в Беларуси. В белорусском подразделении компании Leroy Merlin Onliner рассказали следующее: «Мы действительно приняли решение о временной приостановке нашего проекта в Минске. Данное решение было принято в связи с кризисом, вызванным COVID-19, его финансовыми последствиями и последовавшими за ним изменениями наших стратегических приоритетов. Эти обстоятельства вынудили нас пересмотреть распределение наших ресурсов с особым вниманием, и в ближайшее время мы будем сфокусированы на трех стратегических целях в России: увеличение привлекательности омниканального магазина, развитие работы с профессионалами и электронная коммерция».

### Покинутые страны

#### Россия

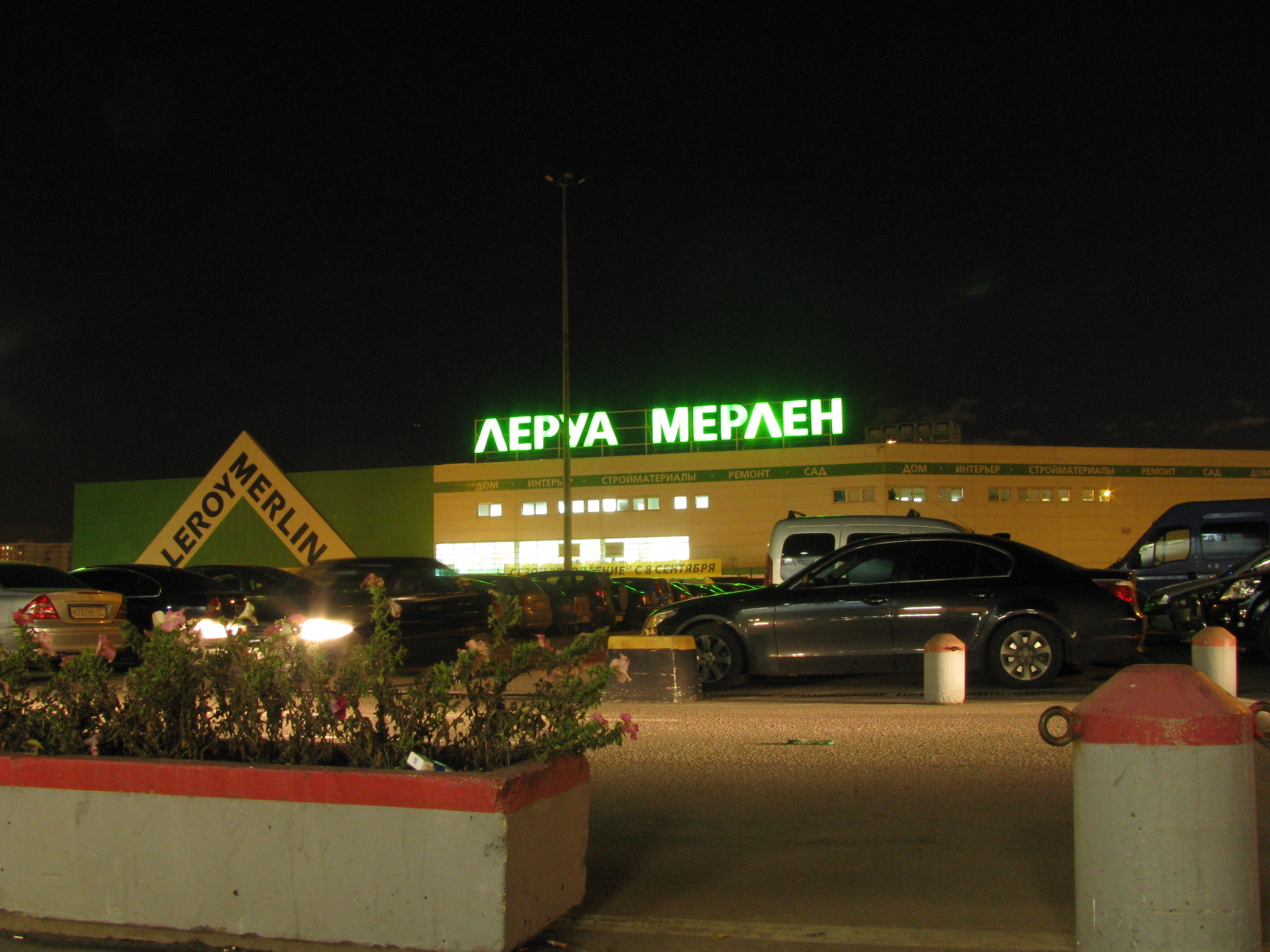
Гипермаркет «Леруа Мерлен» Красногорск, Московская область

Грузовик «Леруа Мерлен» ГАЗон NEXT в Москве

На российский рынок компания вышла в 2004 году, открыв первый магазин в Мытищах Московской области. Активное развитие сети началось с 2005 года. К 2006 году компания вышла на первое место среди DIY-сетей по ассортименту, обороту и объёму продаж на м². Гипермаркеты «Леруа Мерлен» зачастую организуются на одних площадках с «Ашан», их площадь колеблется от 8000 до 20 000 м².
По состоянию на 2017 год «Леруа Мерлен» обладает крупнейшей сетью DIY-магазинов (на декабрь 2017 года российская сеть включала 73 магазина, а на август 2019-го — 102 магазина) и является лидером по показателю «выручка с одного квадратного метра торговой площади». По итогам 2016 года выручка ретейлера составила 220 миллиардов рублей; в общей сложности магазины сети продали один миллиард товаров.
Вскоре после начала российского вторжения на Украину российское подразделение компании организовало поставку товаров для войск России, аргументируя их «гуманитарной помощью». Национальное агентство Украины по предотвращению коррупции внесло компанию в число международных спонсоров войны, так как компания «обеспечивает высокую доходную часть бюджета РФ и значительный источник доходов правительства РФ».
В марте 2023 года группа Adeo объявила об уходе из России и передаче российских магазинов сети местному менеджменту, после этого владельцем российского подразделения стала компания из ОАЭ — Scenari Holding LP. В марте 2024 года российский филиал ООО «Леруа Мерлен Восток» сменил название на «Ле Монлид». С 18 июня 2024 года руководством компании было принято решение о смене названия на «Лемана ПРО» и начале ребрендинга.

#### Казахстан
Единственный гипермаркет «Леруа Мерлен» в Алматы открылся в августе 2018 года и являлся частью российского подразделения. После продажи российского подразделения, непосредственными собственниками выступают две российские компании зарегистрированные в ОАЭ.

##### Резонансные инциденты
Летом 2018 года вокруг «Леруа Мерлен» разгорелся скандал из-за PR-директора компании Галины Паниной, которая опубликовала в своем аккаунте Facebook’а фальшивую новость. В публикации Паниной, связанной с празднованием 9 мая, содержалось ложное обвинение футбольных болельщиков в том, что они, празднуя победу, якобы сожгли девушку. Информация Паниной не нашла никакого подтверждения, а сама она и компания подверглись жёсткой критике в СМИ и социальных сетях. «Леруа Мерлен» упрекали в низком качестве подбора персонала, также в Сети стали появляться призывы к бойкоту магазинов «Леруа Мерлен».

## Формат
Основной формат Leroy Merlin — гипермаркеты площадью от 10 тысяч м², как правило, расположенные на окраине городов-миллионников и региональных центров, также существует формат площадью 5—6 тысяч м². Магазины компании работают в формате самообслуживания, сотрудники торговых залов занимаются выкладкой товаров и консультируют покупателей. Интернет-магазин является в основном витриной и обеспечивает лишь несколько процентов выручки. Конкурентными преимуществами Leroy Merlin являются развитая логистика, широкое семейство собственных торговых марок, закупка ассортимента у поставщиков по более низким ценам, а также локализации реализуемой продукции — по утверждению регионального генерального директора Leroy Merlin Венсана Жанти, местные товары занимают 54 % в ассортименте сети в России.
В главе книги The Wallet Allocation Rule: Winning the Battle for Share, посвящённой участникам французского рынка DIY, отмечается, что одним из ключевых факторов, склоняющих покупателей к обращению в Leroy Merlin, является клиентская поддержка: компания организует для клиентов тренинги по ремонту и обустройству дома, выпускает обучающие материалы и предоставляет телефонные консультации по широкому кругу тем. В 2015 году компания представила совместный проект с американской сетью мастерских TechShop — фаблабы при собственных магазинах, оборудованные станками с числовым программным управлением и устройствами для трёхмерной печати. Первый фаблаб открылся в Иври-сюр-Сен в октябре, открытие второго в Лилле запланировано на конец 2016 года.
В портфеле компании — 16 собственных торговых марок, под которыми представлены товары основных категорий: Artens, Axton, Delinia, Dexell, Dexter, Equation, Evology, Geolia, Inspire, Lexman, Luxens, Naterial, Sensea, Spaceo, Standers, Sterwins. По словам генерального директора российского подразделения, на 2016 год они занимали до 14 % местного товарооборота сети, к 2021 году компания планирует увеличить их долю до 36 %.

## Компания

### Собственники и руководство
Компания непосредственно входит в группу Adeo, конечными бенефициарами которой через ряд холдингов являются члены семьи Мюлье — около 550 потомков Луи Мюлье-Летьена, связанных коллективным семейным договором. На момент публикации книги журналиста Бертрана Гобена «Кто создал Auchan, Atac, Leroy Merlin? Секреты семьи Мюлье», автор которой исследовал структуру владения компанией, 75,2 % Leroy Merlin принадлежали Ассоциации семьи Мюлье, 9,3 % — Жерару Мюлье через его личный холдинг Ausspar, 15,5 % — сотрудникам компании через специальный фонд. Генеральный директор компании — Филипп Зиммерман.

### Финансовые показатели
На 2015 год Leroy Merlin была крупнейшей DIY-сетью во Франции, контролирующей 37 % местного рынка. Ближайшие конкуренты компании во Франции — Castorama, Brico Depot и Mr. Bricolage, занимающие 17 %, 14 % и 12 % соответственно. Компания также работает на рынках Бразилии, Греции, Испании, Италии, Китая, Республики Кипр, Польши, Португалии, России, Румынии, Казахстана и Украины. По сведениям компании, в 2014 году её оборот составил 14,6 млрд евро.